# Bernarda Morin
 (janvier 2016).
Pour les articles homonymes, voir Morin.
Sœur Bernarda Morin (née le 29 décembre 1832 à Saint-Henri-de-Lévis, Québec et morte le 4 octobre 1929 à Santiago, Chili) était la mère supérieure et fondatrice de la congrégation des Sœurs de la Providence au Chili, une congrégation autonome des Sœurs de la Providence (ordre fondé à Montréal, Canada, le 25 mars 1843 par la bienheureuse Émilie Gamelin).

## Biographie
Bernarda Morin est entrée le 11 mai 1850 comme novice dans l'ordre des Sœurs de la charité de la Providence à Montréal, au Canada. Six mois plus tard, le 21 novembre, elle prend l'habit. Le 22 août 1852 elle prononce ses vœux permanents. 
En octobre 1852, en compagnie de quatre autres religieuses, elle est désignée pour aller en Oregon fonder un établissement de la Providence. Une fois à Oregon City, elles se sont rendu compte que la situation était peu favorable à la pratique des œuvres de la Communauté. C'est la raison pour laquelle elles ont décidé, comme moyen plus rapide de communiquer avec leurs supérieures de Montréal, de s'embarquer à San Francisco le 30 mars 1853 dans un navire chilien. Après un pénible voyage de 78 jours le Elena a accosté à Valparaiso le 17 juin. Pratiquement empêchées de rentrer au Canada à cause de leur état de santé, elles se sont mises à la disposition de l'archevêque de Santiago Mgr Valentín Valdivieso, qui les a chargées de l'administration d'un orphelinat en attendant qu'arrive l'approbation de leurs supérieures canadiennes.
Avec l'autorisation de leurs supérieures, les sœurs de la Providence ont ouvert un noviciat à Santiago le 3 janvier 1857. La Mère Victoire Larroque en a été la première supérieure, puisqu'elle était la cofondatrice de la Communauté de Montréal. Cette dernière est morte le mois suivant et c'est sœur Bernarda Morin qui devient la mère supérieure de la maison principale de Santiago. La congrégation a reçu l'aide du président Manuel Montt pour son soutien aux enfants abandonnés. Moyennant un arrêté daté du 12 mars 1880 du Saint Siège, le pape Léon XIII décrète que la province chilienne devient autonome, sous le nom de Congrégation des Sœurs de la Providence du Chili. Les Constitutions ont été approuvées par le Saint Siège, le pape Pie X, le 7 janvier 1905.
Le 27 juin 1925, mère Bernarda Morin reçoit la plus haute décoration du pays, la Médaille du Mérite, des mains du président Arturo Alessandri. Elle meurt le 4 octobre 1929. Elle est enterrée dans l'église mère de la Congrégation des sœurs de la Providence  à Santiago, dans le quartier Providencia. C'est l'église qu'elle avait bâtie en 1892.

## Cause de Bernarda Morin-Rouleau
En 1995, le processus (« cause ») est ouvert en vue de sa béatification et de sa canonisation éventuelles. Après la clôture du processus diocésain en avril 2010, la cause est en cours d'étude à Rome. 

## Héritage
Durant ses 148 ans d'existence au Chili, la Congrégation des sœurs de la Providence a fondé des collèges, écoles, foyers pour jeunes enfants, adolescents et femmes âgées et a tenu des maisons d'orphelins et des hôpitaux, de même que les sœurs ont assisté les malades et les détenus dans les prisons. Le 24 janvier 2011, un incendie détruisit la maison mère, l'intérieur de l'église, le musée, le noviciat et le foyer de femmes.
Mère Bernarda Morin et mère Joseph Pariseau ont contribué à l'expansion de la Congrégation des sœurs de la Providence autour du monde. Le 1er juin 1970, les sœurs chiliennes ont réincorporé la Congrégation de Montréal. Les sœurs du Chili et l'Argentine forment la Province Bernarda-Morin. 